# Carrie-Anne Mossová
Carrie-Anne Mossová, nepřechýleně Carrie-Anne Moss (* 21. srpna 1967 Burnaby) je kanadská filmová a televizní herečka a bývalá modelka, která na filmovém plátně debutovala v roce 1994. Ve sci-fi trilogii Matrix, Matrix Reloaded a Matrix Revolutions ztvárnila postavu Trinity. Objevila se také ve filmech Memento, Čokoláda, Světlušky v zahradě a Podezření nula.

## Biografie
Narodila se roku 1967 v Burnaby, třetím největším městě Britské Kolumbie, do rodiny Melvyna a Barbary Mossových. Má staršího bratra Brooka Mosse. Matka uvedla, že ji pojmenovala po hitu kapely The Hollies z roku 1967 nazvaném „Carrie Anne“, který vyšel v květnu téhož roku, kdy se narodila. Dětství prožila s matkou ve Vancouveru. V jedenácti letech vstoupila do dětského muzikálového divadla ve Vancouveru a později se na střední škole Magee zúčastnila evropského koncertního turné se školním pěveckým sborem.
V televizi debutovala americkou dramatickou sérií Temná spravedlnost. Roli přijala během modelingové kariéry ve Španělsku. V roce 1992 se tak z Barcelony přestěhovala do kalifornského Los Angeles, kde se zapsala ke studiu na pasadenské Americké akademii dramatických umění (American Academy of Dramatic Arts). Začala účinkovat na kanálu Fox jako modelka v krátce vysílané mýdlové opeře Modelky s.r.o. a také v seriálu Melrose Place.
Přelomovou rolí se v roce 1999 stala postava Trinity v kasovním trháku Matrix. Stejnou postavu si zahrála ve dvou sequelech, stejně tak propůjčila hlas této roli v matrixové videohře a animovaném zpracování předlohy. Objevila se také v kanadském televizním seriálu Matrix, který neměl s filmovou trilogií žádný vztah.
Následně ztvárnila protihráčku Burta Reynoldse a Richarda Dreyfusse v Disneyho gangsterské komedii Akce Pelikán. Po boku Val Kilmera si zahrála ve filmu Rudá planeta produkovaném Warner Bros. Dalším projektem se stal snímek Čokoláda nominovaný na Oscara ze studia Miramax. Spolu s Guyem Pearcem se objevila v thrilleru Memento, v němž za svůj výkon získala cenu Independent Spirit pro nejlepší herečku. Přijala také titulní postavu v pilotu Normal napsaném Michaelem Sardem a produkovaném Lifetime Television.

### Soukromý život
V roce 1999 se vdala za herce Stevena Roye. Z manželství vzešli dva synové, Owen (* 2003) a Jaden (* 2005) a dcera Frances Beatrice (* 2009). Herečka Maria Bellová se stala kmotrou staršího syna.

## Herecká filmografie

### Film
| Rok  | Název                    | Role                   | Poznámky                                                                                   |
| ---- | ------------------------ | ---------------------- | ------------------------------------------------------------------------------------------ |
| 1994 | The Soft Kill            | Jane Tanner            |                                                                                            |
| 1994 | Flashfire                | Meredith Neal          |                                                                                            |
| 1995 | Terrified                | Tracy                  |                                                                                            |
| 1996 | Sabotáž                  | Louise Castle          |                                                                                            |
| 1997 | Lethal Tender            | Melissa Wilkins        |                                                                                            |
| 1997 | Secret Life of Algernon  | Madge Clerisy          |                                                                                            |
| 1999 | Matrix                   | Trinity                | Empire Award – objev roku (s D. O'Donnellem) Golden State – nejlepší herečka v hlavní roli |
| 1999 | New Blood                | Leigh                  |                                                                                            |
| 2000 | Čokoláda                 | Caroline Clairmont     |                                                                                            |
| 2000 | Rudá planeta             | velitelka Kate Bowman  |                                                                                            |
| 2000 | Memento                  | Natalie                | Independent Spirit Award – nejlepší herečka ve vedlejší roli                               |
| 2000 | Akce Pelikán             | detektiv Olivia Neal   |                                                                                            |
| 2003 | Matrix Reloaded          | Trinity                |                                                                                            |
| 2003 | Matrix Revolutions       | Trinity                |                                                                                            |
| 2003 | Animatrix                | Trinity                | hlas                                                                                       |
| 2004 | Podezření nula           | Fran Kulok             |                                                                                            |
| 2005 | Generace X               | Jerri Falls            |                                                                                            |
| 2005 | Sledge: The Untold Story | sama sebe/přítelkyně   |                                                                                            |
| 2006 | Fido                     | Helen Robinson         | Spolek vancouverských filmových kritiků – nejlepší herečka v kanadském filmu               |
| 2006 | Sněhový dort             | Maggie                 | Genie Award – nejlepší herečka ve vedlejší roli                                            |
| 2006 | Úkladná vražda           | Diane Droggs Tennan    |                                                                                            |
| 2007 | Disturbia                | Julie Brecht           |                                                                                            |
| 2007 | Normal                   | Catherine              |                                                                                            |
| 2008 | Světlušky v zahradě      | Kelly Hanson           |                                                                                            |
| 2009 | Znovu se zamilovat       | Amanda Bingham         |                                                                                            |
| 2010 | Odpočítávání             | agentka Helen Brody    |                                                                                            |
| 2012 | Návrat do Silent Hill 3D | Claudia Wolf           |                                                                                            |
| 2012 | Knife Fight              | Penelope               |                                                                                            |
| 2013 | The Clockwork Girl       | admirál Wells (hlas)   |                                                                                            |
| 2013 | Compulsion               | Saffron                |                                                                                            |
| 2014 | Warriors' Dawn           | Elena (hlas)           |                                                                                            |
| 2014 | Pompeje                  | Aurelia                |                                                                                            |
| 2014 | Sloní píseň              | Olivia                 |                                                                                            |
| 2015 | Pirate's Passage         | Kerstin Hawkins (hlas) |                                                                                            |
| 2015 | Unity                    | Vypravěč               | dokument                                                                                   |
| 2015 | Frankenstein             | Elizabeth Frankenstein |                                                                                            |
| 2016 | Mozek v plamenech        | Rhona Nack             |                                                                                            |
| 2017 | Skryté zlo               | detektiv Shaw          |                                                                                            |
| 2021 | Matrix Resurrections     | Trinity                |                                                                                            |

### Televize
| Rok       | Název                | Role                     | Poznámky                       |
| --------- | -------------------- | ------------------------ | ------------------------------ |
| 1989      | The Hitchhiker       | —                        | díl: „My Enemy“                |
| 1991–1993 | Street Justice       | Jennifer                 | 2 díly                         |
| 1991–1993 | Temná spravedlnost   | Tara McDonald            | 15 dílů                        |
| 1992      | Kavárna u Noční můry | Amanda                   | díl: „Nightmare Café“          |
| 1992      | Směr jih             | Nancy                    | díl: „Atlantic City“           |
| 1992      | Věčný rytíř          | Monica Howard            | díl: „Feeding the Beast“       |
| 1993      | Matrix               | Liz Teel                 | 13 dílů                        |
| 1993      | Doorways             | Laura                    | neodvysílaný televizní pilot   |
| 1993      | Policie z Palm Beach | Lisa/Lanax Bannon        | díl: „The Perfect Alibi“       |
| 1994      | Modelky s.r.o.       | Carrie Spencer           | 29 dílů                        |
| 1994      | Pobřežní hlídka      | Gwen Brown/ Mattie Brown | díl: „Mirror, Mirror“          |
| 1995      | Pan Nikdo            | Karin Stoltz             | 1995                           |
| 1996      | Zvlášrní efekty      | Lucinda Scott            | (1996–1997)                    |
| 1996      | Směr jih             | Irene Zuko               | díl: „Juliet is Bleeding“      |
| 2007      | Suspect              | poručík Chivers          | televizní pilot                |
| 2008      | Pretty/Handsome      | Elizabeth Fitzpayne      | televizní pilot                |
| 2011      | Normal               | Ann Brown                | televizní pilot                |
| 2011–2012 | Chuck                | Gertrude Verbanski       | 4 díly                         |
| 2012–2013 | Vegas                | Katherine O'Connell      | 21 dílů                        |
| 2014      | Bez hranic           | Amanda Andrews           | 4 díly                         |
| 2015–2019 | Jessica Jones        | Jeri Hogarth             | 34 dílů                        |
| 2016      | Daredevil            | Jeri Hogarth             | díl: „Zima v Hell's Kitchen“   |
| 2016      | Humans               | Dr. Athena Morrow        | hlavní role (2. řada), 8 dílů  |
| 2016      | Muž hledá ženu       | Joan Dillon              | díl: „Eel“                     |
| 2017      | Iron Fist            | Jeri Hogarth             | 3 díly                         |
| 2017      | The Defenders        | Jeri Hogarth             | díl: „Mean Right Hook“         |
| 2019      | Wisting              | agentka Maggie Griffin   | 5 dílů                         |
| 2019–2020 | Nepohádky            | Rebecca Pruitt           | hlavní role (2. řada), 10 dílů |